# Ephalaenia
Ephalaenia là một chi bướm đêm thuộc họ Geometridae.